# Naznaczeni błękitem
Naznaczeni błękitem – polska powieść fantasy dla młodzieży autorstwa Ewy Białołęckiej. Została po raz pierwszy wydana w 2005 nakładem Agencji Wydawniczej RUNA. W skład powieści wchodzi część opowiadań ze zbioru Tkacz Iluzji, zmienione w jedną, ciągłą historię. Dwa z tekstów znajdujących się w zbiorze,Tkacz Iluzji oraz Błękit maga, zdobyły Nagrodę im. Janusza A. Zajdla. Sama powieść zdobyła do niej nominację. Książka opowiada o Kamyku, młodym magu, który zaprzyjaźnia się ze smokiem.
Powieść jest pierwszym tomem cyklu Kroniki Drugiego Kręgu.

## Konstrukcja powieści
Prolog powieści zatytułowany Twierdza na Kozim Wzgórzu, opowiada historię Białego Roga, chłopca z dużym talentem magicznym, lecz z bezwładnymi nogami. Akcja następnego tekstu ma miejsce około stu lat później. W rozdziale Gwiazdy i róża czytelnik obserwuje Nocnego Śpiewaka, młodego stworzyciela, który przez ciało pokryte bujnym owłosieniem do szóstego roku mieszkał wraz z cyrkiem, gdzie traktowany był jak zwierzę. Dopiero kolejny rozdział, którego akcja dzieje się osiem lat po poprzednim zaczyna opowieść o Kamyku. 

### Narracja
Narracja w powieści jest trzecioosobowa, jednak wewnątrz pojawiają się fragmenty dziennika Kamyka, napisane z perspektywy pierwszej osoby.

## Uniwersum
Akcja powieści ma miejsce w Lengorchii, kraju w którym istotną rolę pełnią magowie. Ci zaś dzielą się według dziesięciu talentów oraz rangi, która określa w jak dużym stopniu go opanowali.

### Smoki
Smoki są jedyną nadnaturalną rasą występującą w książce. Żyją zdecydowanie dłużej niż ludzie. W wieku ok. 14-16 lat uczą się latać, a mające sto lat stworzenia dalej pozostają szczeniętami. Wielkość ich ciała zdecydowanie przerasta ludzką: niedorosły jeszcze Pożeracz Chmur był dwukrotnie większy od konia. Stworzenia te są zmiennokształtne: potrafią przybierać wygląd zwierząt i ludzi, których krwi się napiły. Żyją na Archipelagu, unikając ludzi. Panicznie boją się wody. Ich ciało porośnięte jest futrem, które pozwala im zachować ciepło w trakcie lotu. Jego barwa prawdopodobnie nie jest uwarunkowana genetycznie.